# 濁口溪
濁口溪，位於台灣南部，屬於高屏溪水系，為荖濃溪第二大支流，河長55公里，流域面積529平方公里。水系最遠源流為馬里山溪，發源於卑南主山西側，先向西南後轉南流，與源自大鬼湖的山花奴奴溪會合後，始稱濁口溪。主流向西北轉西南流經萬山、茂林，於大津注入荖濃溪。濁口溪命名原為「觸口」，因溪流兩側坡渡陡峭，溪水側切利害，劇烈的蝕刻下，經常造成懸崖相對，遠望如「兩牛相鬥的角」，因此就稱「觸口溪」，後來轉為「濁口溪」。
濁口溪流域有茂林國家風景區、多納溫泉等旅遊景點。

## 濁口溪水系主要河川
- 濁口溪：屏東縣高樹鄉、三地門鄉、高雄市六龜區、茂林區、桃源區
  - 木勝溪：高雄市茂林區
  - 美雅溪：高雄市茂林區
  - 溫泉溪：高雄市茂林區
  - 吉田溪：高雄市茂林區
  - 山花奴奴溪：高雄市茂林區
  - 馬里山溪：高雄市茂林區、桃源區